# Державний аграрний університет Молдови
Державний аграрний університет Молдови (ДАУМ). Знаходиться в Кишеневі на Петріканах. Включає 8 факультетів. Проводиться навчання за 23 спеціальностями.
Тут викладають 1 академік і 4 члени-кореспонденти АН Молдови та 15 академіків інших зарубіжних академій, 30 професорів, докторів хабілітат і більше 160 доцентів, докторів наук; а вчиться тут понад 6 000 студентів.
Свою історію університет відраховує з 1933, коли в Кишиневі на базі Ясського університету утворений Факультет сільськогосподарських наук, з 1938 — Агрономічний факультет.
Після приєднання Бессарабії до СРСР на базі факультету був організований Кишинівський сільськогосподарський інститут. У 1944 інститут відновила свою роботу на базі Сорокського сільськогосподарського технікуму та в тому ж році переведений в Кишинів.
У 1991 інститут перетворений в Державний аграрний університет Молдови.
У 1995 першим серед молдовських вузів став членом Асоціації європейських університетів.
Наукова бібліотека має фонд понад 750 000 книг.
Серед відомих випускників університету — сучасний ізраїльський політик Авігдор Ліберман і президент Молдови Ігор Додон.

## Нагороди
У 1982 інститут був нагороджений орденом Трудового Червоного Прапора.
У 2013 університет нагороджений «Орденом Республіки».